# 松岡由美
松岡 由美（まつおか ゆみ、1968年3月5日 - ）は、日本の女優、歌手である。東京都出身、身長166cm、血液型はA型、所属はファインステージ。

## 来歴・人物
趣味はゴルフ、特技は日舞。
1986年、東京都立九段高等学校卒業。同年1月期の2作品のドラマ（『ジャンプアップ!青春』『セーラー服通り』）でデビュー。
早くから才能を嘱望され、『はぐれ刑事純情派』での安浦刑事の娘（長女）・安浦エリ役が当たり役となり、長年レギュラー出演した。
2012年に歌手デビューも果たし、CDをリリース。年に1～2回ペースでライブやディナーショーなども行っている。
小林幸子や五木ひろし、細川たかし、コロッケらの舞台公演にも出演している。
2022年4月1日、東京銀座に「BARさくら」（『はぐれ刑事純情派』に登場する店と同名）を開店した。

## 出演
※太字は代表作

### テレビドラマ
- セーラー服通り（1986年1月-3月、TBS）
- ジャンプアップ！青春（1986年1月-3月、日本テレビ） - 明子（バレーボール部員） 役
- 土曜ワイド劇場（テレビ朝日）
  - 牟田刑事官事件ファイル
    - 第7作「奥浜名湖女たちの危険なプレイ」（1987年11月7日） - ヒトミ 役
    - 第8作「湯けむり伊豆半島、女たちの殺人スポーツツアー」（1988年4月30日） - ヒトミ 役

  - 京都殺人案内
    - 第17作「美人画商の黒いワナ」（1991年3月16日） - 生田あずさ 役
    - 第28作「涙そうそう沖縄 音川刑事の一番長い日！」（2005年12月17日） - 水上聖子 役

  - 新・赤かぶ検事奮戦記
    - 第13作「氷見―高山ブリ街道連続殺人事件！赤かぶ浮気がバレて家を出る」（2002年2月23日） - 橋本佳代 役
    - 第15作（2003年12月6日）「飛騨古川祭り 起し太鼓は涙に霞む 名門旧家入り婿殺人事件」 - 富樫慶子 役

  - 警視庁・捜査一課長―ヒラから成り上がった最強の刑事！ 第5作「美人容疑者が刑事と偽装結婚!?お洒落に散歩する死体の謎」（2015年10月17日） - 藤田康子 役
- はぐれ刑事純情派（1988年4月 - 2009年12月、テレビ朝日 / 東映） - 安浦エリ 役
- 火曜スーパーワイド「山村美紗の密室ミステリー 京都花見小路殺人事件」 （1988年10月18日、テレビ朝日）
- 素晴らしき毎日 第5回（1988年11月5日、NHK総合）
- 火曜サスペンス劇場（日本テレビ）
  - 女弁護士・高林鮎子 第5作「かいじ12号・小淵沢に消えた不在証明」 （1989年1月31日） - 関根理恵 役
  - 女動物医事件簿 第2作「炎を吐いた猫」（1991年3月12日） ‐ 江口涼子 役
  - 監察医・室生亜季子
    - 第13作「犯罪性なし ビニールハウス一酸化炭素中毒死事件」（1993年3月16日） - 立花とも子（看護婦） 役
    - 第15作「扼殺（やくさつ）」（1994年2月1日） - 立花とも子（看護婦） 役
    - 第19作「埋葬」（1995年12月19日） - 立花よう子（看護婦） 役
    - 第20作「拳銃」（1996年6月25日） - 立花よう子（看護婦） 役

  - 新・女検事 霞夕子 第5作「雨に濡れた遺書」 （1995年8月8日） - 園田桃恵 役
- 藤田まことの丹下左膳（テレビ朝日）
  - 痛快!美女に弱いはぐれ剣士 将軍吉宗の江戸で巨悪を斬る!（1990年8月16日） - お光 役
  - 彷徨う丑三つの花嫁 江戸城に渦巻く大陰謀!（1994年9月29日） - お小夜 役
- 影武者・織田信長（1996年1月3日、テレビ朝日）
- 編笠十兵衛（1997年1月-3月、テレビ東京） - お安 役
- 木曜ドラマ・家政婦は見た （テレビ朝日 / 大映テレビ） - 久保玲子 役
  - 第5話「本物家族vs出前家族の争い」（1997年11月6日）
  - 第6話「続・本物家族vs出前家族の争い」（1997年11月13日）
- さわやか3組 第16期（2002年4月-2003年3月、NHK教育）
- 金曜エンタテイメント
  - 赤い霊柩車シリーズ 第14作「完全犯罪を狙った女」（2001年10月12日） - 上野美佐子 役
  - 京都祇園入り婿刑事事件簿
    - 第10作「絢爛豪華な着物が招く連続殺人 花柳界に衝撃！消えた他殺体の謎!?」（2003年5月9日） - 川島志津子 役
    - 第12作「加代子がバスジャックの人質!? わが子よ！妻を亡くした男の凶行の陰に潜む非道な誘拐！四国阿波路―騙された母の悲しき遍路」（2005年7月29日） - 飯島和子 役
- 水曜ミステリー9「検察官キソガワ」（2005年4月27日、テレビ東京） - 温泉ホテル女将 役
- 月曜ミステリー劇場「女金融道シリーズ2」（2005年5月16日、TBS） - 横山時江 役
- 世直し順庵！人情剣（2005年10月-12月、テレビ朝日） - お袖 役
- 特命係長 只野仁 2ndシーズン 第14話「侍」（2005年1月28日、テレビ朝日） - 村上真理子 役
- 必殺仕事人2007（2007年7月7日、ABC / テレビ朝日 / 松竹） - お松 役
- ラブレター（2008年11月-2009年2月、TBS、愛の劇場） - 湊（小金井）恵美 役
- 必殺仕事人2009 第17話「ゴミ屋敷」（2009年5月22日、朝日放送） - 八重 役
- その男、副署長 第3シリーズ File.6（2009年11月19日、テレビ朝日） - 八木沼彩子 役
- 月曜ゴールデン 駅弁刑事・神保徳之助 第4作（2010年5月3日、TBS） - 安達淑子 役
- 相棒 Season 10 #11（2012年1月11日、テレビ朝日） - 福栄晴子 役
- おわこんTV・チョコレートTV（2014年、NHK BSプレミアム） - あさこ先生　役
- 馬子先輩の言う通り 第3話～第12最終話（2015年10月24 - 12月26日、フジテレビ） - 東海 役
- 実況される男 第5話～第11最終話（2016年11月11日 - 12月23日、フジテレビ）
- 特捜9（2018年5月2日、テレビ朝日 / 東映）第4話「床下の白骨死体」 - 三好加奈子 役
- 警視庁・捜査一課長 SPECIAL8（2020年1月3日、テレビ朝日 / 東映） - 南田千里 役
- 大岡越前 第5期 第2回「友情の行方」（2020年1月7日、NHK / C.A.L）- おつね

### 映画
- 青い山脈'88（1988年10月公開、松竹） - 松山浅子 役
- はぐれ刑事純情派（1989年1月公開、東映）  - 安浦エリ 役

### 出版
- スコラ（1986年1月23日号、講談社スコラ）
- GORO（1986年4月10日号）-新人紹介グラビア  （1988年6月23日号）-グラビア  小学館
- UP to boy（1988年9月号、ワニブックス）
- 週刊平凡パンチ（1988年10月6日号、マガジンハウス）-グラビア、インタビュー
- 週刊プレイボーイ（1988年11月15日号、集英社）-グラビア
- はぐれ刑事純情派写真集（2000年7月20日、テレビ朝日事業局出版部）

### 舞台
- 剣客商売（2006年6月、大阪松竹座） - 佐々木三冬 役
- 島津亜矢特別公演（2015年5月、名古屋・中日劇場）
- 五木ひろし納涼特別公演（2016年7月、名古屋・中日劇場）
- コロッケ特別公演　爆笑喜劇!「水戸黄門vs銭形平次」 ～時代劇ヒーロー・ヒロイン大集合～2017年5月6日～20日、名古屋・中日劇場 / 2017年7月28日 - 8月16日、大阪・新歌舞伎座）
- 歌手生活30周年記念・藤あや子特別公演「明治一代女」（2017年9月3日 - 30日、東京・明治座） - お豊 役
- 五木ひろし特別公演「大人の童話」（2017年11月10日 - 26日、名古屋・中日劇場） - 松子 役
- コロッケ特別公演「爆笑人情時代劇!水戸黄門vs和牛十兵衛」（2018年8月25日 - 9月9日、大阪・新歌舞伎座） - 芸者 役
- コロッケ特別公演「日本一!尾張の賑わい殿様」（2018年11月2日 - 24日、京都・御園座）
- 梅沢富美男・コロッケ特別公演「男の花道」大笑い!おかしな・おかしな男の花道（2019年8月2日 - 27日、大阪・新歌舞伎座） - お姫様　役
- 舞台「坂本龍馬」（2019年12月3日 - 4日、渋谷伝承ホール） - お龍 役
- ミュージカル・ギルドq・第16回公演「Last Shangri-La」（2020年2月21日 - 3月1日、東京芸術劇場・シアターウエスト） - 西條典子 役
- 芸道45周年細川たかし特別公演 / ダチョウ倶楽部一座旗揚げ公演「西遊記」（2020年10月2日 - 14日、明治座）
- ミュージカルLOVE&ROCK☆SHOW「新月」（2021年11月17日 - 21日、品川・六行会ホール）
- 嵐山瞳太郎文楽劇場公演-必殺仕事人（2021年11月26日、国立文楽劇場）

### ライブ・ディナーショー
- 松岡由美クリスマスディナーショウ～聖夜の贈り物～（2016年12月6日、原宿ラドンナ）
- X'mas Special Live Yumi-Matsuoka (2016年12月）
- Y'sCellar Spring (2017年4月18日、BLUE MOOD)

### バラエティなど
- 旅の香り 時の遊び（テレビ朝日）
- いい旅・夢気分（テレビ東京）
- クイズ!脳ベルSHOW（BSフジ、2018年4月16日 - 17日）第414回・第415回

## ディスコグラフィ

### シングル
太字の曲名はA面扱いを示す。
| シングルタイトル B/W・C/W | 作詞       | 作曲       | 編曲     | 品番       | 発売年月日     | レーベル       |
| なによ 優しい雨           | 橋本理津子 | 橋本理津子 | 川村栄二 | YZME-15017 | 2012年12月12日 | Melody Records |